# Salts als Jocs Olímpics d'estiu de 1928 - Trampolí de 3 metres femení
El salt de trampolí de 3 metres femení fou una de les quatre proves de salts que es disputà dins el programa dels Jocs Olímpics d'Amsterdam del 1928. La prova es va disputar l'11 d'agost de 1928. Hi van prendre part 10 saltadores de 4 països diferents.

## Medallistes
| Or                | Plata                 | Bronze                |
| Helen Meany (USA) | Dorothy Poynton (USA) | Georgia Coleman (USA) |

## Resultats
Les saltadores realitzen 6 salts, 3 obligatoris des del trampolí de 3 metres i 3 de lliures des del trampolí d'1 o 3 metres.
| Pos. | Saltadores          | Nació         | Jutges | Jutges | Jutges | Jutges | Jutges | Jutges | Jutges | Jutges | Jutges | Jutges | Punts ordinals | Mitjana de punts |
| Pos. | Saltadores          | Nació         | USA    | USA    | DEU    | DEU    | FRA    | FRA    | GBR    | GBR    | SWE    | SWE    | Punts ordinals | Mitjana de punts |
| Pos. | Saltadores          | Nació         | PO     | PT     | PO     | PT     | PO     | PT     | PO     | PT     | PO     | PT     | Punts ordinals | Mitjana de punts |
| ---- | ------------------- | ------------- | ------ | ------ | ------ | ------ | ------ | ------ | ------ | ------ | ------ | ------ | -------------- | ---------------- |
| 1    | Helen Meany         | Estats Units  | 1      | 85,5   | 1      | 77,5   | 1      | 77,2   | 1      | 78,7   | 2      | 74,2   | 6              | 78,62            |
| 2    | Dorothy Poynton     | Estats Units  | 2      | 81,2   | 3      | 75,0   | 2      | 73,0   | 4      | 68,2   | 3      | 69,3   | 14             | 73,34            |
| 3    | Georgia Coleman     | Estats Units  | 3      | 79,7   | 4      | 72,4   | 3      | 69,3   | 2      | 76,7   | 1      | 80,0   | 13             | 75,62            |
| 4    | Ilse Meudtner       | Alemanya      | 7      | 61,0   | 2      | 75,1   | 4      | 67,3   | 5      | 66,7   | 4      | 67,0   | 22             | 67,42            |
| 5    | Margret Borgs       | Alemanya      | 4      | 64,5   | 5      | 72,1   | 7      | 62,4   | 3      | 69,2   | 7      | 57,6   | 26             | 65,16            |
| 6    | Lini Söhnchen       | Alemanya      | 8      | 60,2   | 6      | 71,9   | 8      | 61,1   | 6      | 63,7   | 6      | 59,5   | 34             | 63,28            |
| 7    | Truus Klapwijk      | Països Baixos | 5      | 63,0   | 7      | 63,2   | 6      | 62,8   | 8      | 57,0   | 9      | 53,1   | 35             | 59,82            |
| 8    | Alida van Leeuwen   | Països Baixos | 6      | 62,9   | 8      | 61,2   | 9      | 56,9   | 7      | 60,4   | 5      | 63,5   | 35             | 60,98            |
| 9    | Klara Bornett       | Àustria       | 9      | 57,2   | 9      | 55,1   | 5      | 63,8   | 9      | 55,0   | 8      | 53,4   | 40             | 56,9             |
| 10   | Catharina Hesterman | Països Baixos | 10     | 47,6   | 10     | 45,7   | 10     | 47,7   | 10     | 52,9   | 10     | 47,1   | 50             | 48,2             |